# 螺旋拳
螺旋拳，天津市拳術，為中國武術流派之一。

## 源流
螺旋拳的創始人裘稚和在年輕時是形意八卦掌大师张占魁的弟子，後又學習意拳、六合八法拳等數家拳術。

## 介紹
螺旋拳講究修練螺旋力，招式表现從上下螺旋、左右螺旋、倚角、斜倾等各个方向角度施展，练习时注重呼吸配合，跟放鬆肩肘腕胯膝，打拳時全身大小骨路及关节都相应不停地旋转、变形、还原。。

## 來源
1. ↑  螺旋拳
2. ↑  区级非遗项目——螺旋拳[]